# Cases de Torrat
Cases de Torrat és una petit grup de cases adossades a una edificació original més antiga, localitzades a la partida La Cometa a Calp. Constitueix el centre neuràlgic del seu dispers, encara que, per extensió, la denominació Cases de Torrat ha donat nom al conjunt de cases disseminades que han anat conformant el llogaret en la seva evolució urbana de més de tres segles. L'habitatge originari data de finals del segle xvii i podria haver estat edificada sobre les restes d'una antiga alqueria, segons testimonien alguns dels seus elements constructius. En l'actualitat, el grup d'unitats existent en aquest bloc ascendeix a cinc habitatges rehabilitats, una vegada ampliats o reconvertits en espais habitables alguns dels seus porxos i corrals.
La designació «Torrat» procedeix d'un malnom documentat a mitjan segle xviii i que ha estat portat històricament pels membres de la família Tur, instal·lada en el paratge originàriament i de procedència eivissenca. «Torrat» significa sotmès a l'acció del foc, rostit. Francesc Figueras i Pacheco recull la denominació Cases de Torrat a principis del segle XX a la seva Geografia General del Regne de València, i assenyala que aquest nucli rural es troba a 3,5 km de Calp i compta amb 14 cases disseminades el 1910. El conjunt respon a la tipologia d'habitatges edificats en fila a partir de la construcció d'una primera unitat original. Els colons, després d'ocupar les terres deixades per l'expulsió morisca, aprofitaren aquests vells assentaments adaptant-los a les seues noves necessitats. En els registres del RFFU de l'any 1893 indica que són tres els habitatges existents. La principal, propietat d'Antonio Tur Crespo amb dues altures i valorada en 1200 pessetes.
-Notícies històric-genealògiques: l'informe de l'arquebisbe Fabián y Fuero, 1791 (Ivars Cervera, 2007: 187) recull en la seua relació d'habitatges rurals de Calp: “11. La casa de camp amb cultiu d'Antonio Tur, habitada”. Amb aquesta aportació concreta queda documentada l'existència de l'habitatge a la fi del xviii. En 1731 una nota sacramental, datada a Benissa, certifica el matrimoni entre Antoni Tur Pérez, natural de Calp i la benissera Theresa Femenía Vives. El primer cap de família dels Tur hauria pres possessió de terres en la partida de la Cometa algunes dècades abans d’acord amb la notícia documental que trobem en una escriptura d'assentament de terres celebrada en 1696. En aquesta escriptura emfitèutica compareix com a testimoni del contracte Antonio Tur, llaurador de Calp, acompanyat de qui poguera ser un familiar d'igual cognom. En 1671 havien casat a Benissa Antoni Tur, natural d'Eivissa, i Magdalena Femenía, enllaç que és anterior i sense vincle familiar amb el de Josep Tur Oliver, natural de Xaló i Ursola Anna Crespo, de Benissa, celebrat en 1704, matrimoni del qual parteixen totes les línies familiars dels actuals Tur benissers i bona part dels de Calp}. En 1672 naix Antoni Vicent Gregori Tur Femenía, d'Antoni i Magdalena, a qui atribuïm l'enllaç matrimonial amb Ángela Pérez. L'antiguitat del pseudònim “Torrat” queda acreditada en ser recollit, potser per desconeixement del cognom del confrontant en confeccionar-se el títol, en la descripció de fites d'una escriptura de contracte emfitèutic subscrit a l’any 1746. En aquest acte es fa transmissió d’“un tros de terra inculta, situat en el terme de d[ic]ha vila de Calp, partida dels fanadíchs a la cayda del Tosalt de Sagaíx, que serà vint-i-cinc jornals si fa no fa, que bufona amb Antonio Torrat”. Els llistats d'apilaments de sal de 1737 assenyalen a Joseph Tur com a comprador al novembre d'aquell any. Creiem que podria tractar-se de Joseph Tur Pérez, qui havia contret matrimoni amb la calpina Teresa Ivars quatre anys abans.
Els antecedents que manegem permeten calcular que el nombre de veïns -caps de família Tur - que podria habitar en el paratge a mitjan segle no excediria de quatre, instal·lats els seus membres en un únic habitatge, que a més comptaria amb els additaments defensius necessaris per a repel·lir qualsevol agressió externa. Una branca familiar important, pel seu desenvolupament al llarg dels segles. XIX-XX, els Tur “Salvadora”, part de l'enllaç celebrat en 1769 entre Pedro Tur Femenía, d'Antonio i Theresa, i Vicenta Bertomeu Signes, ella natural de Teulada.
A partir del primer terç del XIX i durant tot aquest segle, els Tur de la Cometa experimentaran un període sostingut d'expansió demogràfica que es traduirà en la colonització de l'entorn, la prosperitat econòmica sobre la base de les explotacions agrícoles millorades i la creació de nous grups domèstics mitjançant la seua unió amb altres famílies llauradores: els Bañuls, Bertomeu, Crespo, Giner, Pineda, Ribes, entre d'altres. Els efectes econòmics, socials i culturals derivats d'aquest procés deixaran una profunda empremta, física en el mitjà i humana en la comunitat, que persisteix fins als nostres dies. Del matrimoni entre Francisco Tur de José i Teresa Pastor, enllaç que va vindre a enfortir els llaços entre els Tur de la Cometa i els Pastor del Corralet a la fi del XVIII -famílies llauradores d'acomodada posició- naixeran Francisco Tur Pastor, qui casa en 1821 amb Josefa Crespo, José Tur Pastor, qui ho fa en 1833 amb María Crespo ivars i Antonio Tur Pastor, per part seua, amb Mariana Tomàs de Calp. Els germans Tur Pastor apareixen al costat del seu pare com a electors amb dret de sufragi en 1839. Un any després, en el padró de contribuents de Calp, trobem a cinc caps de família entre els principals pagadors de la població: es tracta de Francisco Tur Pastor d'Antonio, amb una renda anual de 2.124 reals; Fernando Tur Pastor de José, 1.762 reals; Francisco Tur Pastor de José, 922; José Pastor de Francisco, 768 i José Tur Pastor de José “Bacuri”, amb 726 reals de renda. Francisco Tur és nomenat alcalde de Calp durant el període absolutista, 1825, i un any després Pedro Tur, regidor degà (Pastor Fluixá, 1987: 329-335). Pedro Tur Pastor formarà part de la corporació moderada que encapçala l'alcalde Miguel Pastor Peris en 1846. Del matrimoni referit entre José Tur Pastor (n. 1812) i María Crespo Ivars, celebrat en 1833, naixeran nou fills de la descendència dels quals provenen els Tur “Torrat” actuals.
Desbordada la capacitat d'habitació de les Cases de Torrat en l'últim terç del segle xix, l'emancipació dels plançons s'anirà materialitzant en l'edificació progressiva de cases disseminades de nova planta per a albergar-los, circumscrites al llogaret i constituïdes en llars independents. Així, la vida quotidiana de la comunitat transcorrerà subjecta a la raó patriarcal de la família llauradora, els seus béns i usos comuns, els costums religiosos i les tradicions.
-Ubicació cadastral: 1916/1947: polígon 7, parcel·la 22 i unes altres; 1961: polígon 4, parcel·la 46 i altres.
-Referència cadastral actual: 6749101BC6864N0001FA, 6749102BC6864N0001MA, 6749103BC6864N0001OA, 6749104BC6864N0001KA, 6749105BC6864N000IRA. PD. TOSAL DE LA COMETA 9(B), 8(B). 7/B), 6(B) i 5(B) respectivament.
-Coordenades geogràfiques: 38°40'15.48"N 0° 3'51.93"E 
Autor del text: José Luis Luri Prieto. (resum del seu treball publicat al llibre "Masías, casas fuertes y otras cosas memorables. ocupación y poblamiento del territorio de Calp entre los siglos XVIII y XIX)..
El topònim, conegut popularment a Calp, és d'ús recent. El 2017 el barri i l'ermita de la Cometa van celebrar el tricentenari.

## Cases
- Casa de Joan del Tossal, Casa de Pere Malena, Casa de Quico Torrat, Casa de Toni Águeda, Masia d'Águeda, Casa de Pepe Torrat, Casa de Pere Torrat, Casa de Jaume Torrat, Casa de la Viuda, Casa d'Encarnació i Nofre
- Caseria de la Cometa (5 habitatges): Josefa Tur Crespo, Pedro Tur Blanquer, Teresa Tur Crespo, Águeda Crespo Martí, Antonio Tur Crespo (Toni Torrat)